# Nouhaïla Benzina
Nouhaïla Benzina (arabisch نهيلة بنزينة, DMG Nuhaila Binzīna; * 11. Mai 1998 in Kenitra) ist eine marokkanische Fußballspielerin.

## Karriere

### Klub
Seit 2016 ist sie bei FAR Rabat aktiv.

### Nationalmannschaft
Mit der marokkanischen U20 nahm sie an der Qualifikation für die Weltmeisterschaft 2018 teil.
Ihr erstes bekanntes Spiel für die marokkanischen A-Nationalmannschaft war am 16. März 2018 bei einem Spiel gegen Burkina Faso. Sie nahm dann auch an der Qualifikation für den Afrika-Cup 2018 teil, schaffte es mit ihrer Mannschaft aber nicht in die Endrunde. Immer wieder vereinzelt wurde sie in den kommenden Jahren in weiteren Freundschaftsspielen eingesetzt.
Am 11. Juli 2023 wurde sie für den Kader der Weltmeisterschaft 2023 nominiert. Am 30. Juli 2023 lief Benzina im Spiel gegen Südkorea (1:0) als erste Spielerin bei einer Fußball-Weltmeisterschaft mit einem Hidschāb auf.